# Barcone
Barcone (Barcón in dialetto valsassinese) è una frazione geografica del comune italiano di Primaluna oggi connessa al centro abitato, compresa tra le frazioni di Gero a nord- ovest e Vimogno a sud-est.

## Storia
Barcone fu un antico comune del Milanese.
Nel 1722 fu registrato come un villaggio di 300 abitanti connesso alla vicina Gerro, a cui fu unito dall'imperatrice Maria Teresa nel 1757. Il 15 novembre 1762 fu anch'esso danneggiato dalla frana che distrusse completamente Gerro. Nel 1786, anno che marcò anche un effimero tentativo di ridare vita alla comunità gerese, Barcone entrò per un quinquennio a far parte della Provincia di Como, per poi cambiare continuamente i riferimenti amministrativi nel 1791, nel 1797 e nel 1798.
Portato definitivamente sotto Como nel 1801, alla proclamazione del regno d'Italia napoleonico nel 1805 perse la denominazione comunale ad honorem di Gerro, ma nel 1809 l'intero municipio fu soppresso su risultanza di un regio decreto di Napoleone che lo annesse per la prima volta a Primaluna. Il comune di Barcone fu tuttavia ripristinato con il ritorno degli austriaci, e nel 1853 risultò essere popolato da 308 anime, scese a 304 nel 1871. Nel 1921 si registrarono solo 227 residenti, segno dello spopolamento delle località di montagna. Fu il regime fascista a decidere nel 1927 di sopprimere definitivamente il comune, unendolo nuovamente a Primaluna.

## Curiosità
Gli abitanti di Barcone fondarono nei secoli passati l'alpeggio Barconcelli ora appartenente al Comune di Premana.